# 레고 몽키 키드
《레고 몽키 키드》(Lego Monkey Kid)는 레고 테마로 손오공과 서유기를 소재로 한 애니메이션 작품이다.

## 한국어판 목소리 출연
- 홍범기: 손오공, 금각
- 최승훈: MK(몽키 키드)
- 사문영: 메이
- 최낙윤: 샌디
- 이장원: 픽시
- 신용우: 탕, 은각
- 시영준: 우마왕
- 남도형: 레드썬(홍해아),네자(나타)
- 엄현정: 아이언 팬 공주(철선 공주)
- 김현심: 스파이더 퀸(거미 여왕)
- 홍수정: 화이트 본 데몬(백골정)
- 정재헌: 마카크(육이미후)

## 같이 보기
- 레고 닌자고
- 레고 키마의 전설
- 레고 히든 사이드
- 레고 드림즈